# STS-116
STS-116 (englisch Space Transportation System) war eine Raumfahrtmission des US-amerikanischen Space Shuttles Discovery (OV-103) der NASA zur Internationalen Raumstation (ISS). Der Start fand am 10. Dezember 2006 statt. Es war die 117. Space-Shuttle-Mission und der 33. Flug der Raumfähre Discovery. Dieser 20. Flug einer US-Raumfähre zur Internationalen Raumstation war dem weiteren Ausbau dieser gewidmet und lieferte dafür die P5-Gitterstruktur.
Der Start erfolgte am 10. Dezember 2006 und war der erste Nachtstart seit November 2002 (STS-113). Es war der letzte planmäßige Shuttle-Start von Pad 39B, bevor die Startrampe deaktiviert wurde und seitdem für das neue Space Launch System umgebaut wird.

## Mannschaft

### Shuttle-Besatzung
- Mark Polansky (2. Raumflug), Kommandant
- William Oefelein (1. Raumflug), Pilot
- Robert Curbeam (3. Raumflug), Missionsspezialist
- Nicholas Patrick (1. Raumflug), Missionsspezialist
- Joan Higginbotham (1. Raumflug), Missionsspezialistin
- Christer Fuglesang (1. Raumflug), Missionsspezialist ( ESA/ Schweden)

Polansky und Curbeam waren bereits bei STS-98 gemeinsam im All gewesen.

### ISS-Crew Hinflug
ISS-Expedition 14/ISS-Expedition 15
- Sunita Williams (1. Raumflug), Bordingenieurin

### ISS-Crew Rückflug
ISS-Expedition 13/ISS-Expedition 14
- Thomas Reiter (2. Raumflug), Bordingenieur  ESA/ Deutschland

## Missionsüberblick
Hauptnutzlast der Mission war die Gitterstruktur P5 mit einer Masse von 1,9 Tonnen, die während des ersten Weltraumausstiegs an der Internationalen Raumstation montiert wurde. Daneben wurden bei zwei weiteren Außenbordeinsätzen die Energiesysteme der Station neu konfiguriert, um die provisorische Verkabelung in den von den Ingenieuren geplanten Endzustand zu versetzen. Dadurch konnten die im September 2006 montierten Solarzellen des P3/P4-Moduls an die stationseigene Energieversorgung angeschlossen werden. Während eines vierten Ausstiegs, der zusätzlich angeordnet wurde, reparierten zwei Astronauten ein verklemmtes Sonnenpaneel, das sich nicht automatisch einfahren ließ.
Die Raumfähre brachte 2,4 Tonnen Ausrüstung (davon 1,9 Tonnen im Spacehab) zur Station und nahm 1,7 Tonnen nicht mehr benötigter Teile (abgeschlossene Experimente, Ausrüstung, Müll) wieder zurück zur Erde. Weiterhin kam es zu einer Wachablösung: Der deutsche Raumfahrer Thomas Reiter wurde von der Amerikanerin Sunita Williams abgelöst und kehrte nach seinem halbjährigen Aufenthalt auf der ISS wieder aus der Umlaufbahn zurück. Mit den fünf Raumflugneulingen von STS-116 stieg die Zahl der Menschen, die in den Weltraum geflogen sind, auf 454.

## Vorbereitungen

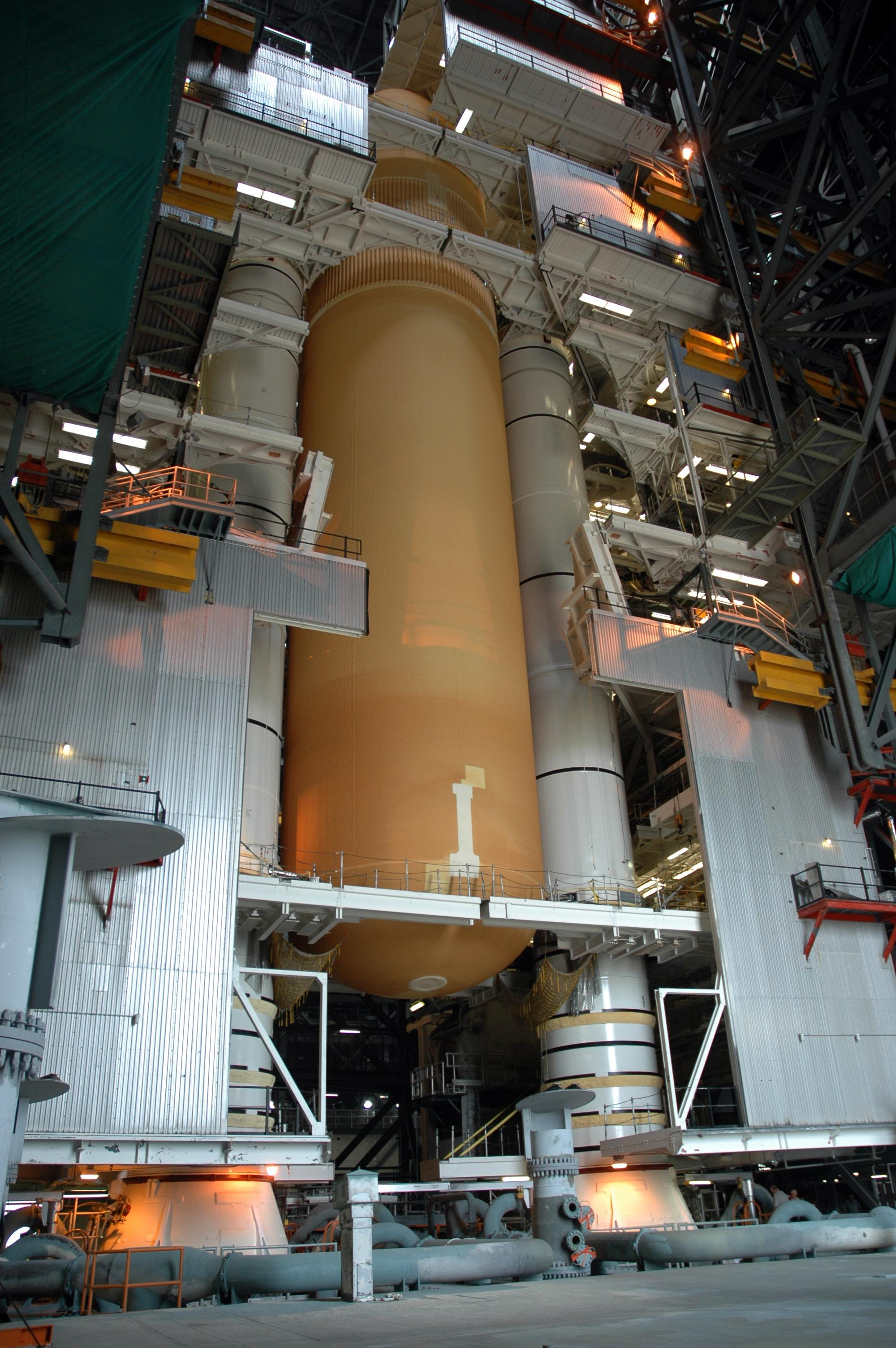
Der Außentank und die Booster kurz nach dem Zusammenbau

Kurz nach Ende der letzten Discovery-Mission, STS-121, wurde der Orbiter auf Schäden untersucht. Dabei wurden 93 Beschädigungen im Hitzeschild ausfindig gemacht, von denen elf größer als 2,5 Zentimeter waren. Nachdem die Frachtraumtüren geöffnet und das Logistikmodul Leonardo entfernt wurde, nahm man weitere Inspektionen an der Raumfähre vor, die von der Spitze bis zu den Haupttriebwerken reichten. Diese wurden zur besseren Untersuchung abmontiert. Außerdem wurden im August 2006 eine Brennstoffzelle, ein Heizelement und die Hilfskraftanlage Nr. 3 ausgetauscht.

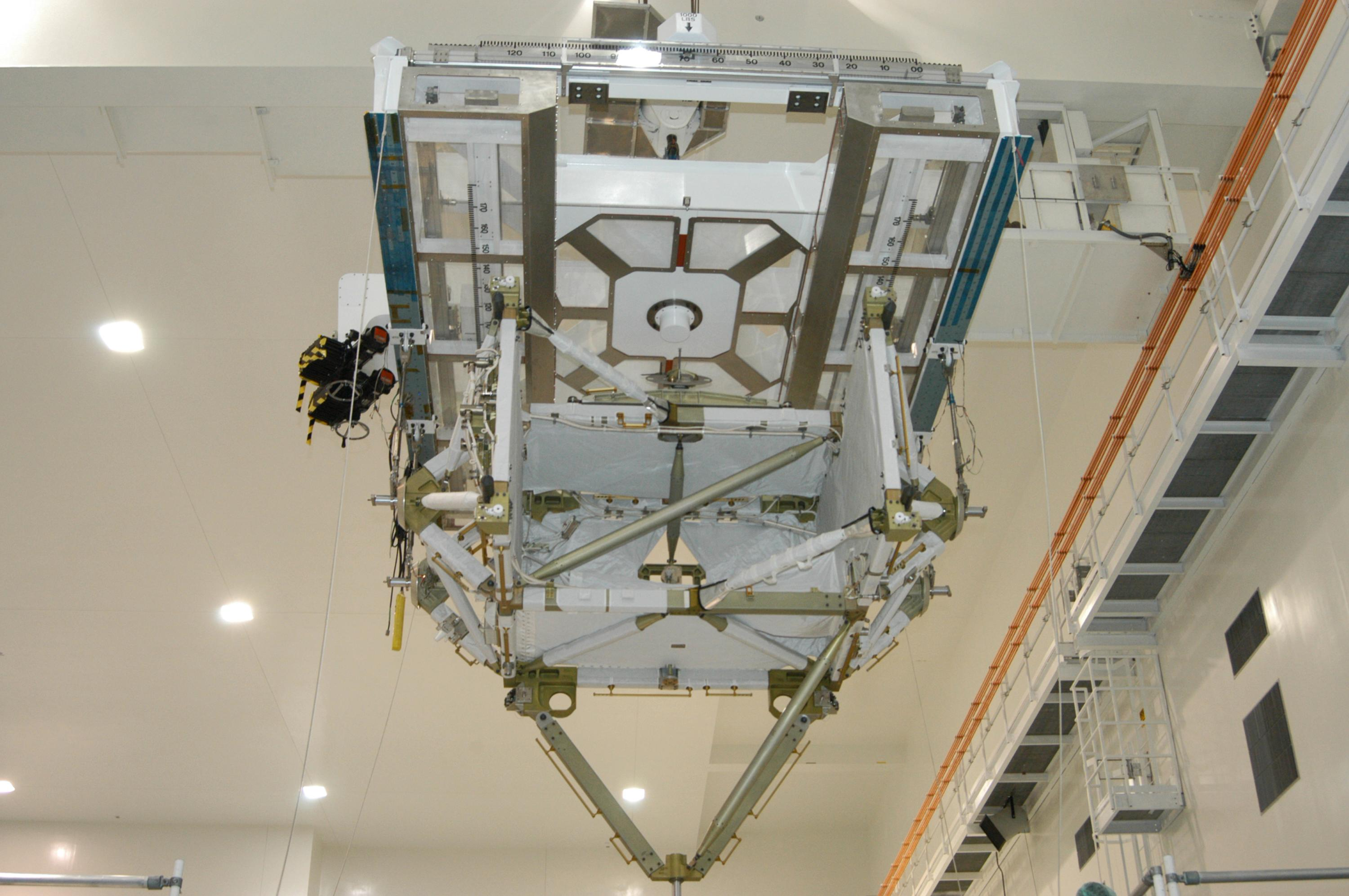
P5-Gitterstruktur wird für den Start vorbereitet

Zudem führte man einige Nutzlastverladungstests mit dem Spacehab-Frachtmodul durch, das am 3. November 2006 in den Nutzlastcontainer verladen und vier Tage später zur Startrampe gefahren wurde. In der Montagehalle (VAB) wurde nach einigen Tests am 13. Oktober der Außentank, der zuvor am 21. September mit einem Schiff im Kennedy Space Center (KSC) eintraf, zwischen die beiden Feststoffraketen montiert.
Am 1. November wurde der Orbiter in das VAB überführt, in dem er mit dem Außentank sowie den zwei Boostern verbunden wurde. Die Discovery wurde schließlich am 9. November zur Startrampe 39B gerollt. Die 6,8 Kilometer lange Strecke wurde in achteinhalb Stunden zurückgelegt.
Unter den Augen tausender Schaulustiger wurde am 17. November 2006 eine Shuttle-Feststoffrakete der aktuellen Konfiguration in einem Teststand des Herstellers in Utah erprobt. Der Booster wurde um 01:00 UTC gezündet (18:00 Uhr Ortszeit am 16. November). Die NASA hielt diesen zweiminütigen Probelauf für notwendig, weil der Orbiter erstmals seit dem Absturz der Columbia einen Nachtstart unternehmen sollte. Mit 31 Kameras und 658 Datenkanälen wurde der Abbrand dokumentiert, um Vergleichswerte zu erhalten, die mit den Bildern und Messungen von STS-116 abgeglichen werden konnten.
Ende November wurde am KSC die traditionelle zweitägige Flugbereitschaftsabnahme abgehalten. Im Anschluss an dieses sogenannte Flight Readiness Review, an dem die für den Flug Verantwortlichen teilnahmen, wurden am 29. November alle Systeme des Space Shuttles für startbereit erklärt. Gleichzeitig wurde der vorläufige Starttermin, der 8. Dezember, bestätigt.

## Missionsverlauf

### Erster Startversuch
31 Stunden nachdem die siebenköpfige Besatzung in Florida eintraf, begann am 5. Dezember 2006 der Countdown für diese Mission. Zunächst gingen die NASA-Meteorologen mit einer 70-prozentigen Wahrscheinlichkeit davon aus, dass die Wetterbedingungen für einen Start am Morgen des 8. Dezember akzeptabel seien. Dann zog eine Kaltfront auf und das Wetter verschlechterte sich.
Am 6. Dezember hatten zwei technische Probleme zwischenzeitlich die NASA-Verantwortlichen beschäftigt: Ein Test lieferte ungewöhnliche Ergebnisse und warf die Frage auf, ob bei den beiden Feststoffraketen die richtigen Segmentverbindungskleber verwendet wurden. Außerdem war eine kurzzeitige Spannungsspitze in den die Raumfähre auf der Startrampe mit Energie versorgenden Stromleitungen aufgetreten. Beide Vorkommnisse wurden geprüft und als unbedenklich eingestuft.

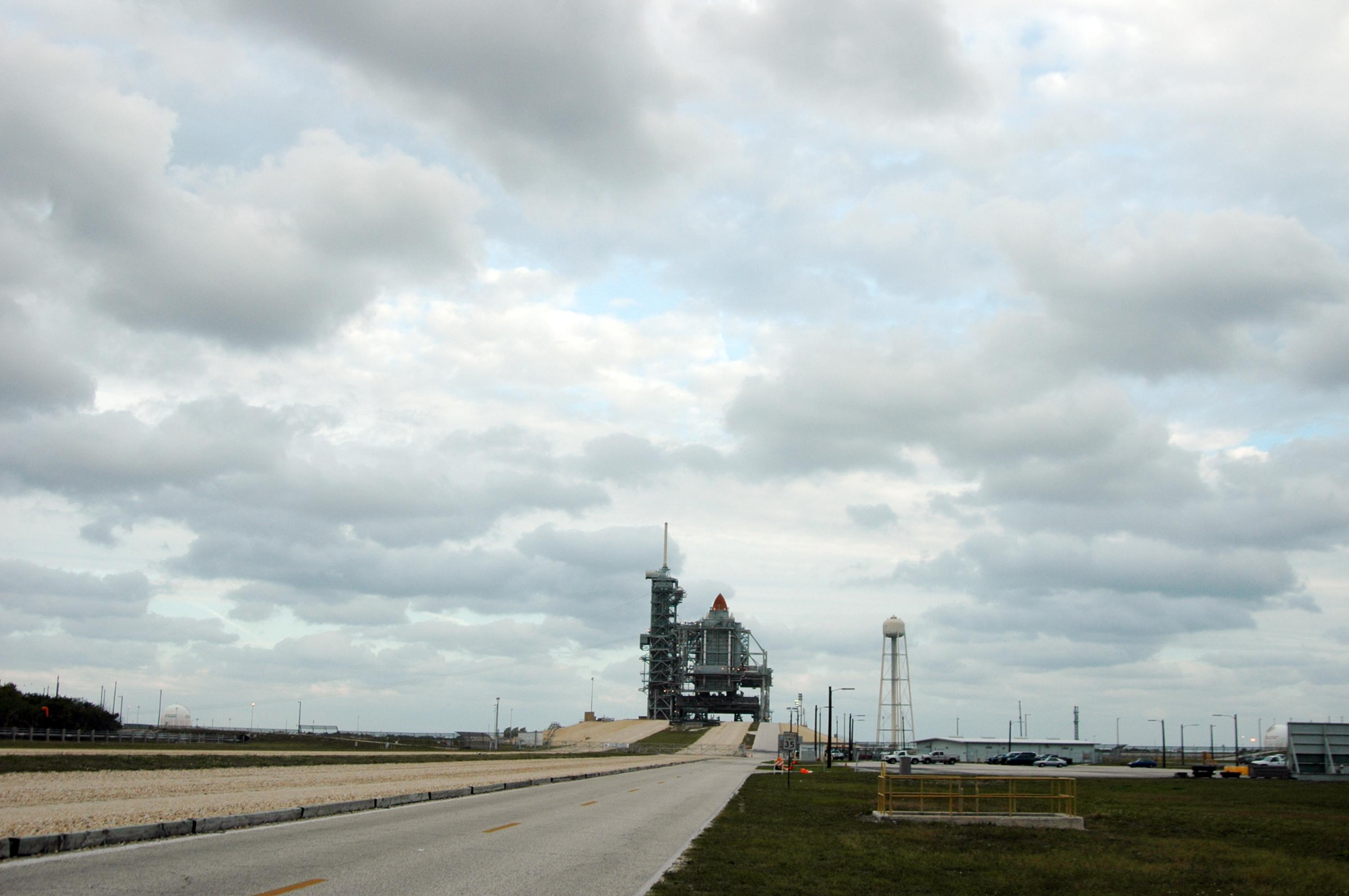
Schlechtes Wetter verhindert den ersten Startversuch am 8. Dezember 2006

Obwohl die NASA für den 8. Dezember nur noch eine 40-Prozent-Chance angab, dass der Start nicht durch tiefhängende Wolken und Regenschauer im Startgebiet gefährdet würde, setzte man den Countdown fort. Die Wolkendecke blieb jedoch geschlossen, weshalb der Startversuch in der letzten Minute abgebrochen werden musste, denn bei einem Notfall während des Aufstiegs hätte die schlechte Sicht eine Rückkehr der Raumfähre zum Startplatz verhindert. Im planmäßigen Countdown-Hold bei T-9 Minuten, der für eine letzte Prüfung der Startkriterien genutzt wird, wurde entschieden, bei anhaltend schlechter Wolkenlage einen weiteren Halt bei T-5 Minuten einzulegen. Innerhalb dieser zusätzlichen Haltephase kam es zu keiner Wetterbesserung und das Ende des Startfensters wurde erreicht. Der Start wurde um 2:36 UTC abgebrochen.
Weil die Meteorologen der Raumfahrtbehörde für den nächsten Tag eine 90-prozentige Wahrscheinlichkeit für einen erneuten Startabbruch vorhersagten, setzte die NASA eine Verschiebung von 48 Stunden an. Für den 10. Dezember war der Wetterbericht allerdings nur etwas besser.

### Start
Mit zweitägiger Verspätung brach die Discovery beim zweiten Startversuch am 10. Dezember 2006 in Richtung Internationale Raumstation auf. Obwohl die Wetteraussichten zunächst nur zu 30 Prozent von günstigen Bedingungen ausgingen und die Regenwahrscheinlichkeit bei 20 Prozent lag, wurde der Countdown am Vortag um 8:52 UTC bei der T-11-Stunden-Marke wieder aufgenommen.

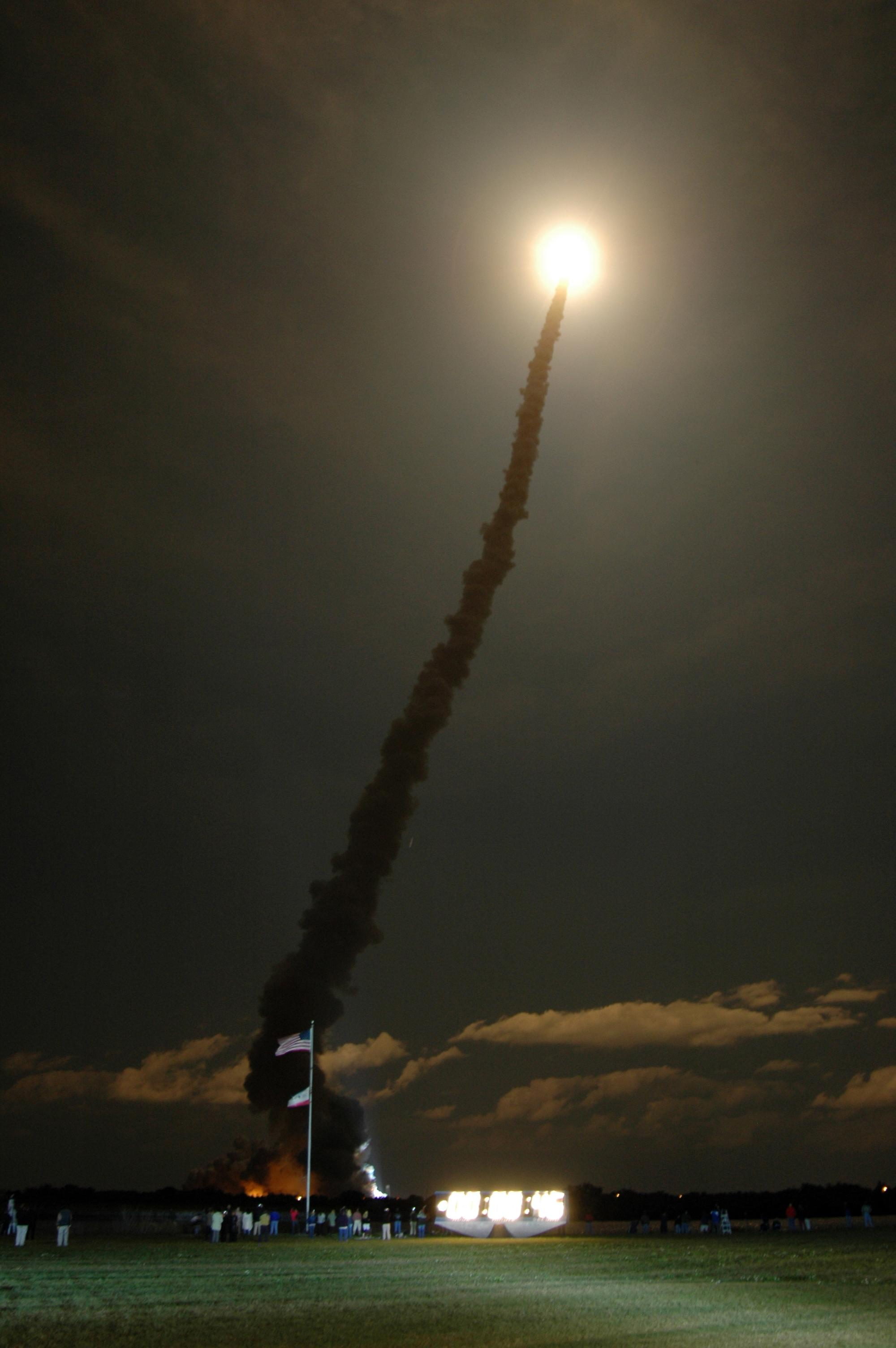
Start der Discovery

Wegen nicht näher bezeichneter Probleme mit dem RSS-Zugangsgerüst konnte diese sogenannte Rotating Service Structure erst mit zehn Stunden Verspätung vom Orbiter weggeschwenkt werden. Das brachte den Zeitplan durcheinander und führte dazu, dass die Betankung des rostbraunen Außentanks ebenfalls erst mit einer zweistündigen Verzögerung eingeleitet werden konnte. Durch die eingebauten Pufferzeiten, Holds genannt, war genügend Spielraum im Countdown vorhanden, alle Arbeiten bis zum geplanten Startzeitpunkt beenden zu können.
Neben dem Wetter am Startplatz in Florida mussten die meteorologischen Faktoren auch auf den Notlandeplätzen in Spanien und Frankreich beachtet werden. Beim ersten Startversuch herrschten an den drei Ausweichorten ähnlich schlechte Witterungsverhältnisse wie am Kennedy Space Center. Diesmal sah die Situation in Europa besser aus. Dafür machten der NASA starke Seitenwinde an der Shuttle Landing Facility Sorgen, die nahe am zulässigen Limit lagen. Da sich das Wetter in den letzten Stunden vor dem Start besserte und die NASA-Meteorologen schließlich sogar 70 Prozent für eine gute Wetterlage prophezeiten, konnte die Discovery pünktlich um 01:47:35 UTC abheben. Es war der erste Nachtstart seit vier Jahren.

### Inspektion und Kopplung
Der erste volle Arbeitstag im All begann für die Besatzung 14 Stunden nach dem Start. Auf dem Programm stand die seit STS-114 obligatorische Überprüfung des empfindlichen Hitzeschildes. Mit Hilfe des OBSS-Inspektionsarms, der mit dem Roboterarm des Shuttles verbunden wird und über Präzisionskameras verfügt, wurden die sensiblen Bereiche des Orbiters untersucht. Nacheinander wurden die rechte Tragfläche, die Nase und der linke Flügel untersucht. Erste Auswertungen der NASA-Ingenieure in Houston ergaben keinen Hinweis auf Beschädigungen der Hitzeschutzkacheln.
Am 11. Dezember um 22:12 UTC erfolgte dann das Andocken an die Internationale Raumstation (ISS). Zuvor führte Shuttle-Kommandant Mark Polansky das „Purzelbaum-Rückwärts-Manöver“ durch, um von der ISS-Besatzung die gesamte Unterseite des Orbiters fotografieren zu lassen, um auch mögliche Kleinstschäden am Hitzeschutzschild aufzudecken.
Kurz nach der Begrüßung der beiden Besatzungen ordnete die Bodenkontrolle eine Änderung des Flugplans an. Ein Beschleunigungsmesser in der Steuerbordtragfläche hatte gegen 10:30 UTC, zwölf Stunden vor der Kopplung, während die Shuttle-Besatzung schlief, einen möglichen Einschlag angezeigt. Mit dem Roboterarm der ISS nahmen die Astronauten deshalb eine zusätzliche visuelle Inspektion der linken Flügelvorderkante vor. Der Verdacht einer Beschädigung wurde aber nicht bestätigt. Erst danach konnte die Hauptnutzlast der Discovery mit dem Shuttle-Greifarm aus der Frachtluke gehoben und das P5-Verbindungsstück an den ISS-Arm übergeben werden.

### Arbeiten auf der ISS

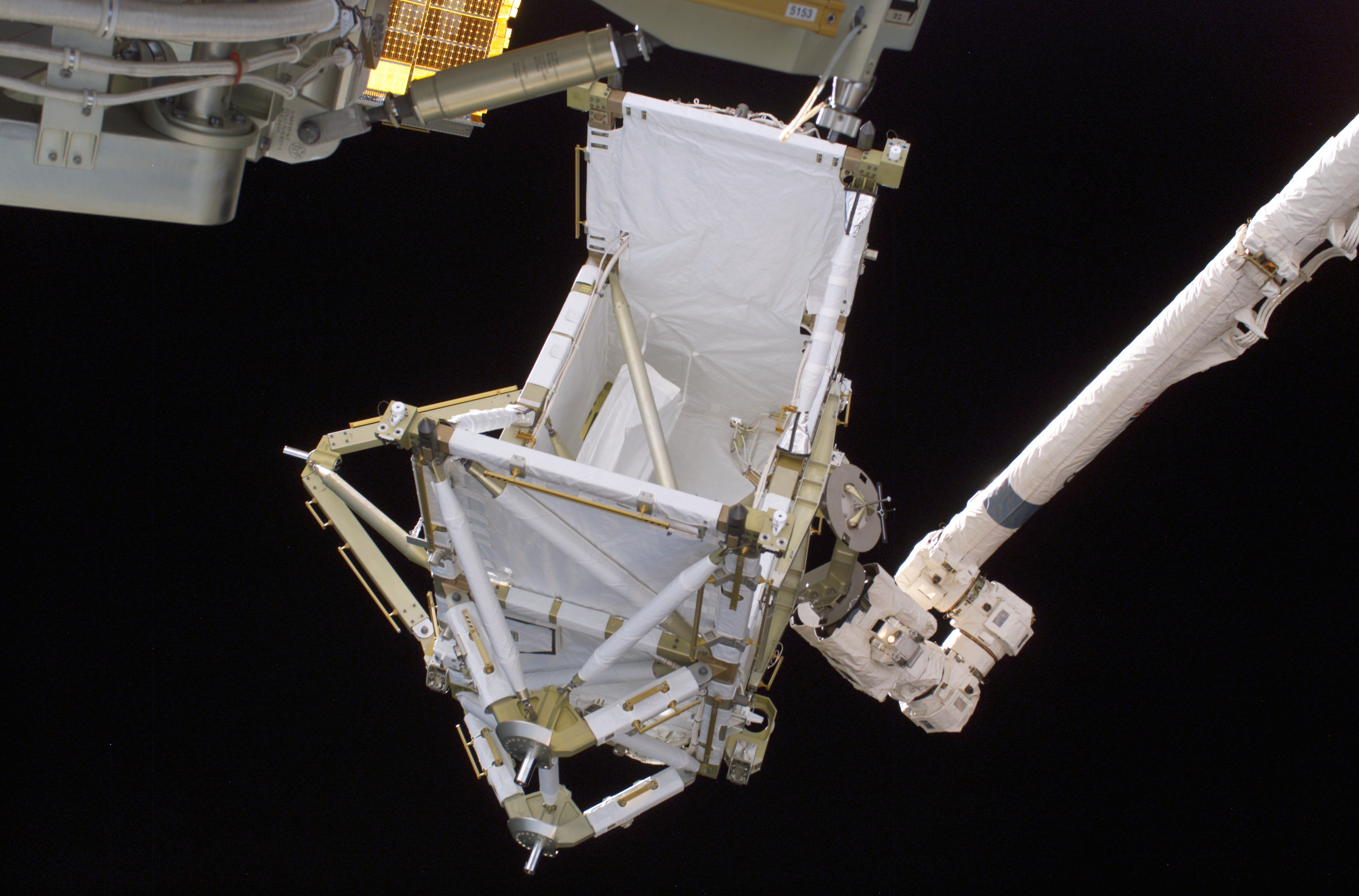
Das P5-Element am Greifarm

Der 12. Dezember (vierter Flugtag) stand ganz im Zeichen des ersten Weltraumausstiegs (EVA) dieser Mission. US-Astronaut Bob Curbeam und sein schwedischer Kollege Christer Fuglesang verließen die Raumstation um 20:31 UTC über die amerikanische ISS-Luftschleuse Quest. Zur Vorbereitung dieser EVA gehörte das während des letzten Shuttle-Fluges praktizierte „Kampieren“, wobei die beiden Raumfahrer die Nacht in der Luftschleuse verbrachten (Näheres im STS-115-Artikel).
Nachdem die Schutzverkleidung von der P5-Struktur entfernt wurde, manövrierte der ISS-Greifarm das neue Bauteil an seine vorgesehene Position, vorbei an der bereits vorhandenen Struktur der Raumstation, die nur wenig Spielraum ließ. Dabei konnten Suni Williams und Joanie Higginbotham, das „Bedienungspersonal“ des Roboterarms, nur auf Zuruf agieren, denn sie hatten kein Videobild zur Verfügung. Dann schraubten Fuglesang und Curbeam den 1,9-Tonnen-Aluminiumadapter am P4-Solarmodul fest. Anschließend schlossen die beiden „Aussteiger“ die Strom- und Datenverbindungen zwischen P4 und P5 an und wechselten am S1-Element eine defekte Videokamera aus. Der Einsatz endete nach 6 Stunden und 36 Minuten.
Während der EVA teilte die Bodenkontrolle den Astronauten mit, dass die Auswertung der vom Hitzeschild angefertigten Aufnahmen abgeschlossen wurde und keinen Hinweis auf Schäden ergab. Deshalb müssten keine zusätzlichen Untersuchungen angesetzt werden.

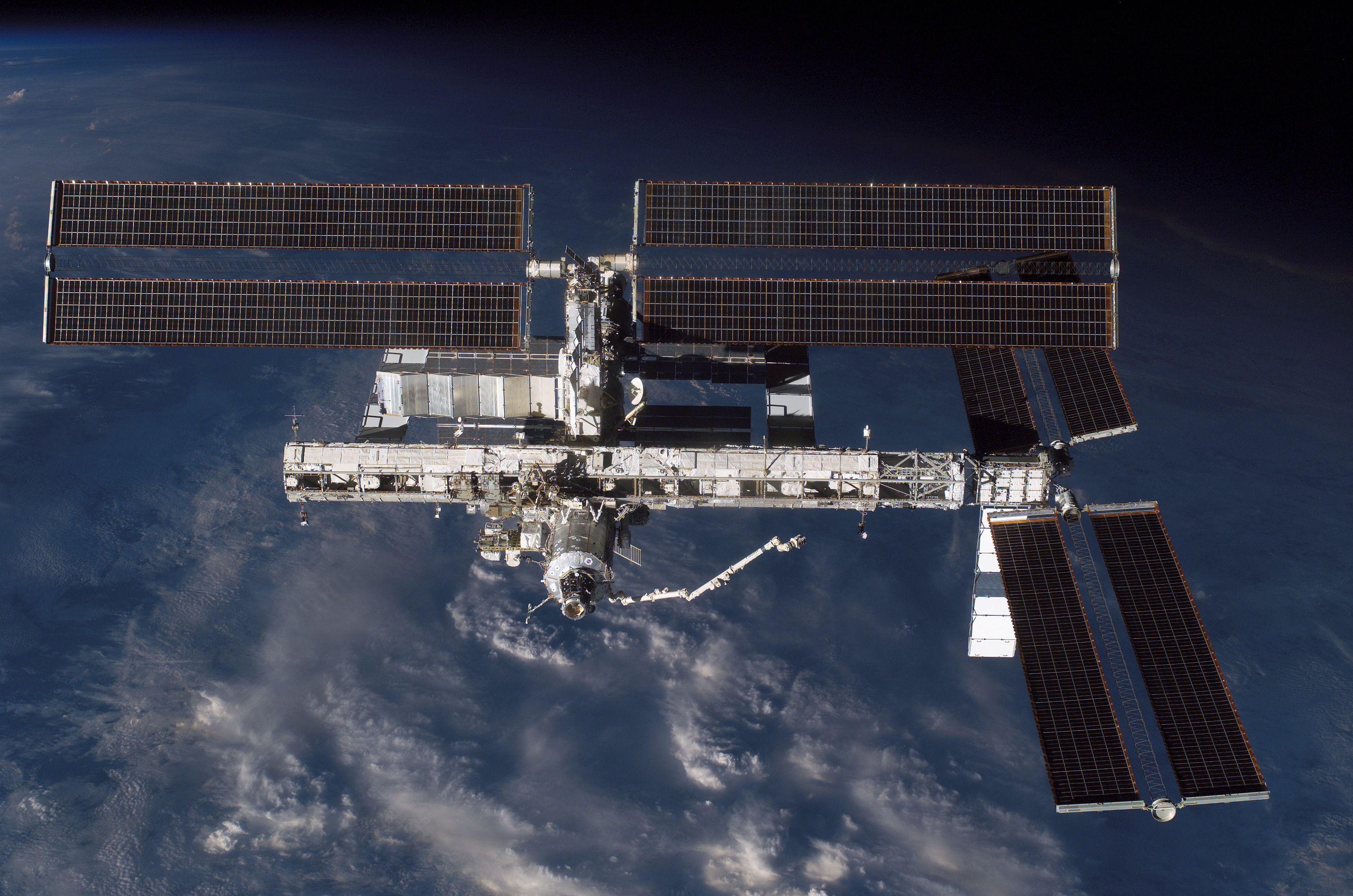
Oben rechts ist das Solarpaneel zu erkennen, das beim Einfahren klemmte

Für den 13. Dezember stand das stufenweise Einfahren eines Solarflügels auf dem Programm. Während sich Fuglesang und Curbeam von ihrem ersten Außenbordeinsatz ausruhten, sollten die anderen Astronauten eine Hälfte des P6-Sonnenkollektors zusammenfalten. Das Modul war mit STS-97 im Dezember 2000 zur ISS gebracht worden und liefert seither allein den gesamten Strom für die Raumstation. Es wurde provisorisch am Z1-Element montiert, wobei die Solarzellenflächen parallel zum „Rückgrat“ der ISS angebracht sind. Damit versperrt das P6-Backbordpaneel den im 90-Grad-Winkel dazu angebrachten Flügeln des P4-Moduls den Weg, wenn diese sich zur Sonne ausrichten müssen.

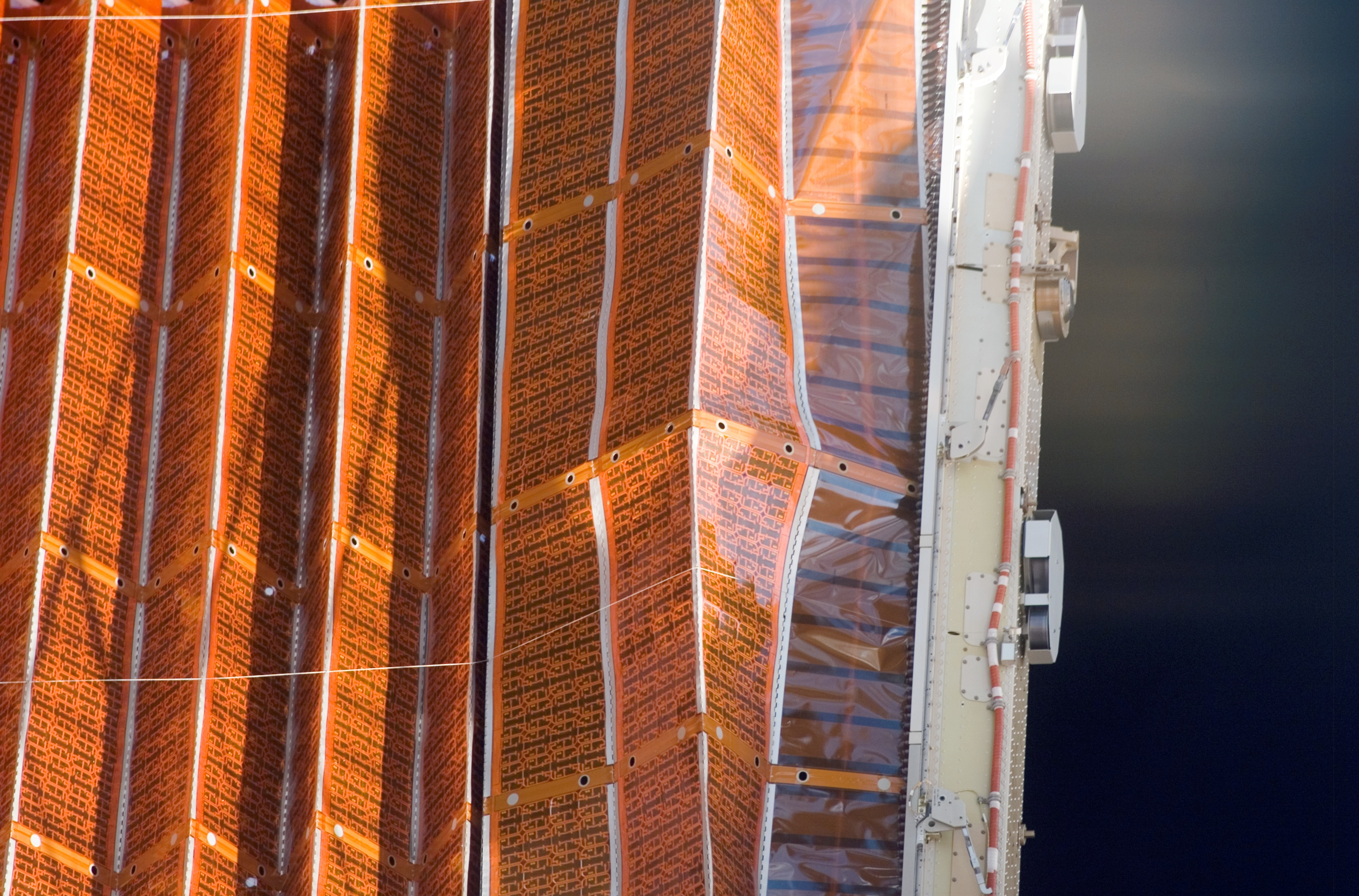
Die verkanteten Streifen des Sonnenflügels

Der 35 Meter lange Sonnenflügel 4B sollte ab 18:30 UTC in drei Schritten zusammengefaltet werden. Obwohl man nicht wusste, wie sich das Material nach sechs Jahren im All verhalten würde, wurde die NASA mit mehr Problemen konfrontiert als erwartet. Der erste Schritt – das Zusammenfalten von 3 der insgesamt 31 Streifen – verlief wie vorgesehen. Danach verkanteten sich die je einen Meter langen „Jalousienlamellen“ immer wieder. Das Kontrollzentrum ließ den Flügel mehrmals aus- und einrollen, konnte jedoch das alte Segel nicht dazu bringen, sich vollständig in den Transportkanister zurückzuziehen. Houston brach nach sechseinhalb Stunden und 44 Versuchen das Vorhaben ab und ließ den Sonnenflügel 4B mit 14 eingezogenen Streifen halb ausgefahren zurück. Nach Angaben der NASA hätte dies aber ausgereicht, dem mit der letzten Shuttle-Mission im September installierten Sonnenflügel genug Platz zum Schwenken zu geben, um sich auf die Sonne auszurichten. Anschließend wurde der mit STS-115 angelieferte Kollektor P4 erstmals bewegt und das Kühlsystem aktiviert.
Christer Fuglesang und Robert Curbeam kamen am sechsten Flugtag (14. Dezember) mit den Vorbereitungen für ihren zweiten Außenbordeinsatz so gut voran, dass sie die Luftschleuse eine halbe Stunde früher als geplant verlassen konnten. Um 19:41 UTC schwebten die beiden Raumfahrer aus Quest heraus und begannen mit der komplexen Aufgabe, das Stromleitungsnetz der ISS neu zu verkabeln. Zuvor mussten Teile der Raumstation von der Energieversorgung getrennt werden.
Curbeam und Fuglesang begaben sich zuerst zum S0-Segment, das sich über dem Modul Destiny befindet. Sie hatten mit ihren klobigen Handschuhen 19 Stecker zu entfernen und 17 von ihnen mit anderen Buchsen zu verbinden, um die gewünschten Schaltungen an den Stromleitungen 2 und 3 herzustellen. Die Bodenkontrolle zeigte sich erleichtert, als sich nach den „Kabelarbeiten“ zwei der vier MBSU-Verteiler im S0-Element problemlos aktivieren ließen. Es war das erste Mal, seit die Struktur im April 2002 ins All gebracht wurde, dass die MBSUs eingeschaltet wurden. Kurz darauf nahmen die Techniker in Houston den dazugehörigen Kühlkreislauf in Betrieb, um die von den MBSUs produzierte Wärme abzuleiten. Auch dieser Programmpunkt funktionierte einwandfrei.

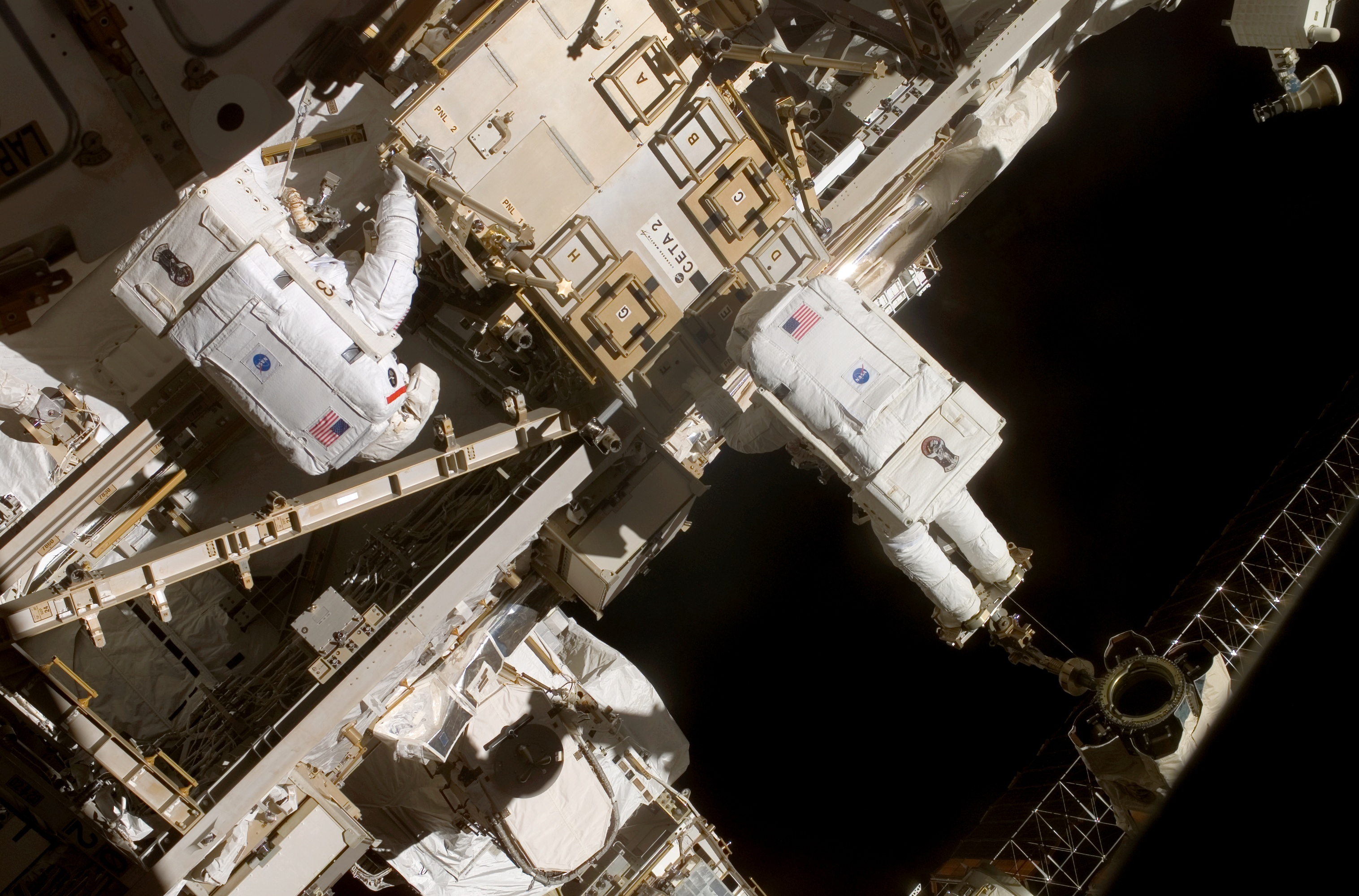
Curbeam (links) und Fuglesang versetzen einen CETA-Transportkarren

Anschließend setzten die zwei „Elektriker“ die beiden ISS-Transportkarren um, damit an der Steuerbordseite der Raumstation Platz für das mit der nächsten Shuttle-Mission angelieferte S3/S4-Modul geschaffen wird. Die beiden Astronauten absolvierten ihr Arbeitspensum so zügig, dass die zweite EVA der Mission mit genau fünf Stunden um 55 Minuten kürzer war als vorgesehen.
Wegen des missglückten Versuchs, das backbordseitige Solarpaneel des P6-Moduls zwei Tage zuvor einzurollen, hatte die Flugleitung der NASA für den 15. Dezember (siebter Flugtag) das widerspenstige Sonnensegel kurzfristig auf das Arbeitsprogramm gesetzt. Mit leichten Rüttelbewegungen wurde den verkanteten Lamellen zu Leibe gerückt. Astronauten hatten bereits früher beobachtet, dass sich beim täglichen Fitnesstraining verursachte Schwingungen in den filigranen Sonnenflügeln fortsetzten. Was bisher als unerwünschter Nebeneffekt angesehen wurde, könnte jetzt zum Vorteil genutzt werden.
Durch Aktivieren der Ausrichtmotoren des Solarzellenauslegers wurde dieser je zehn Grad um dessen Längsachse hin- und herbewegt. Dadurch sollten sich die „Knitterfalten“ im Paneel glätten und verklemmte Spanndrähte richten. Diese wurden inzwischen von den NASA-Ingenieuren als Hauptursache ausgemacht, dass der Flügel sich nicht einrollen lässt. Der erste Wackeltest war um 13:49 UTC, gefolgt von weiteren. Als der erhoffte Erfolg ausblieb, wurde Thomas Reiter aktiv und hüpfte gegen 18:00 UTC auf dem IRED-Trainingsgerät (Interim Resistive Exercise Device). Und obwohl sich der Deutsche im Unity-Modul befand, direkt unterhalb des Paneels 4B, konnte auch er keine Wirkung erzielen.
Nach weiteren Versuchen, den Flügel über seine Längsachse wackeln zu lassen, aktivierte die Bodenkontrolle den Ausziehmechanismus des Flügels, um zu sehen, ob sich die verkanteten Solarzellen jetzt glätten ließen. Dabei schien es, als sei ein Dutzend Lamellen miteinander verklebt, und der Versuch wurde abgebrochen. Schließlich wurde entschieden, falls während des dritten Ausstiegs Zeit bleibe, würden sich die Astronauten mit dem Solarpaneel befassen. Ursprünglich hatte die NASA vermeiden wollen, zusätzliche Arbeiten in die geplanten EVAs zu integrieren, weil das Verlegen der Stromleitungen anstrengend genug sei. Während des zweiten Ausstiegs waren die Astronauten jedoch so gut vorangekommen, dass man sich umentschied.
Der dritte Außenbordeinsatz der Mission vollendete am achten Flugtag (16. Dezember) die zwei Tage zuvor begonnenen Arbeiten am Stromversorgungssystem der Raumstation. Waren dabei die ISS-Stromleitungen 2 und 3 umkonfiguriert worden, nahmen diesmal Robert Curbeam und Sunita Williams die Leitungen 1 und 4 in Betrieb. Dazu hatten die Astronauten zwei Stunden vor Beginn der EVA wieder Teile der Station abgeschaltet.

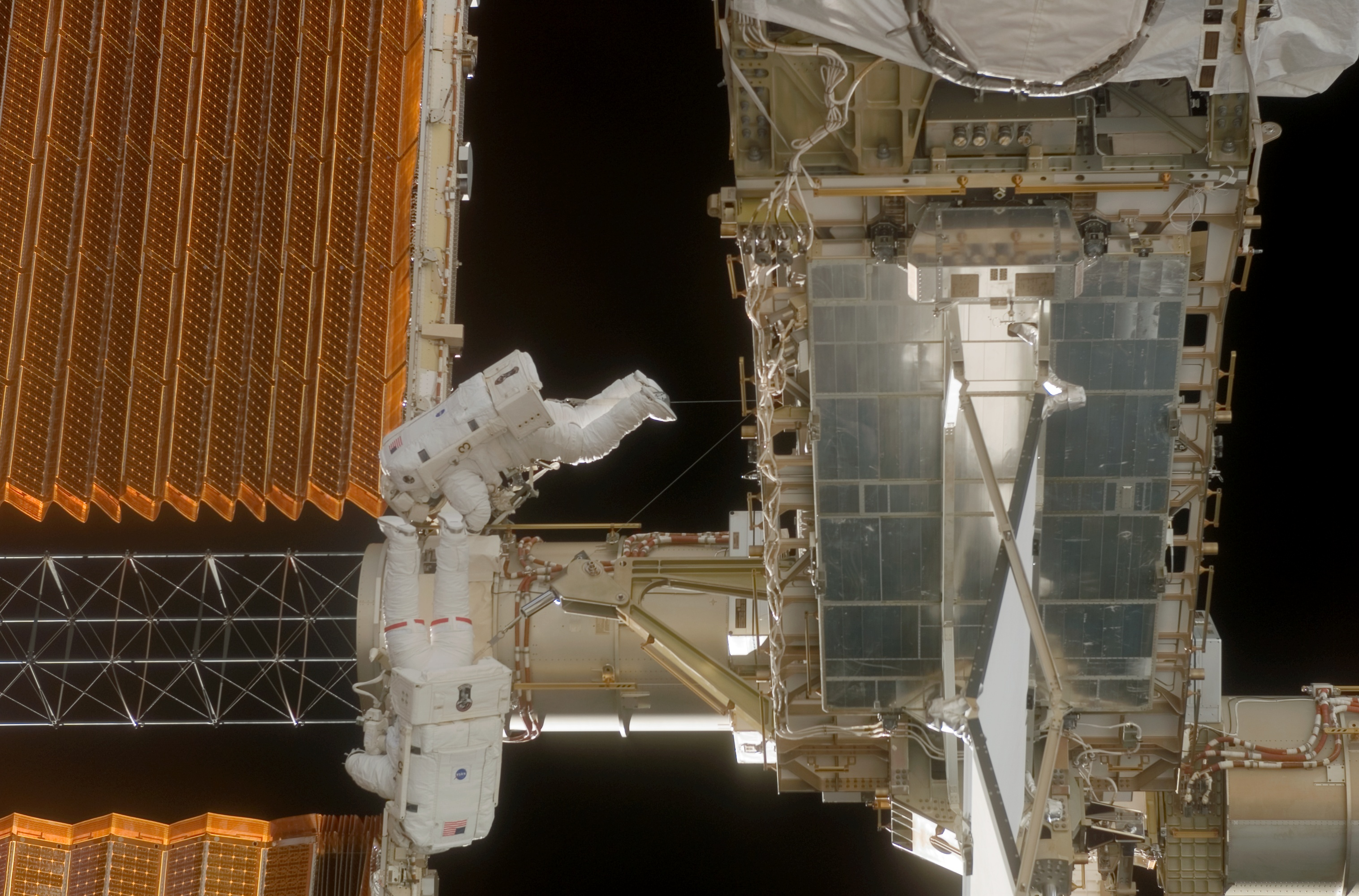
Williams (oben) und Curbeam inspizieren das widerspenstige Paneel

Um 19:25 UTC verließ Curbeam die Luftschleuse Quest, gefolgt von Williams, die mit den Füßen voran hinausschwebte. Wie beim ersten Teil der Energienetzerweiterung hatten die Astronauten in knapp zwei Stunden am S0-Segment die MBSUs mit den Solarflächen verbunden. Gleich danach wurden die abgeschalteten Bereiche der ISS sowie der Kühlkreislauf aktiviert. Nächste Aufgabe war die Montage eines Mikrometeoritenschilds am dritten Kopplungsadapter. Dieser als Service Module Debris Panel (SMDP) bezeichnete Schutz war auf einer Trägerstruktur im Frachtraum der Discovery befestigt. Die ISS-Bewohner sollten das wegen seines Aussehens „Weihnachtsbaum“ genannte SMDP bei einem späteren Weltraumausstieg an seiner endgültigen Stelle am russischen Modul Swesda installieren.
Erneut arbeiteten Williams und Curbeam so zügig, dass sie in den letzten drei Stunden des Ausstiegs versuchen konnten das klemmende Solarpaneel 4B zu richten. Rund drei Dutzend Mal stießen sie gegen den Solarzellenbehälter und wackelten am Mast des Segels. Lamellenweise wurde dann ein Zusammenfalten versucht, was aber nur bei sechs Streifen gelang, bevor der Außeneinsatz um 2:56 UTC am nächsten Morgen endete. Mit 7 Stunden und 31 Minuten dauerte der Einsatz fast anderthalb Stunden länger als veranschlagt.
Noch während des Ausstiegs entschied die NASA, zwei Tage darauf eine vierte EVA in den Flugplan aufzunehmen. Einzige Aufgabe des Curbeam-Fuglesang-Duos sollte das komplette Einfalten des Paneels sein. Gleichzeitig wurde die Landung der Discovery um 24 Stunden verschoben.
Nach einem Tag, der gefüllt war mit Absprachen von Reparaturabläufen, dem Umpacken der letzten Ausrüstungsgegenstände und der Vorbereitung auf den letzten Außenbordeinsatz der Mission, begannen Robert Curbeam und Christer Fuglesang am 18. Dezember (zehnter Flugtag) um 19:00 UTC den Ausstieg. Bis auf zwei Männer der Besatzung von ISS-Expedition 14, die Bordingenieure Michail Tjurin und Thomas Reiter, waren alle Astronauten in den „Rettungseinsatz“ eingebunden: Sunita Williams und Joan Higginbotham bedienten den ISS-Greifarm, Michael López-Alegría und Nicholas Patrick steuerten die Motoren des Flügels, William Oefelein achtete auf den Zeitplan und Mark Polansky dokumentierte das Geschehen.

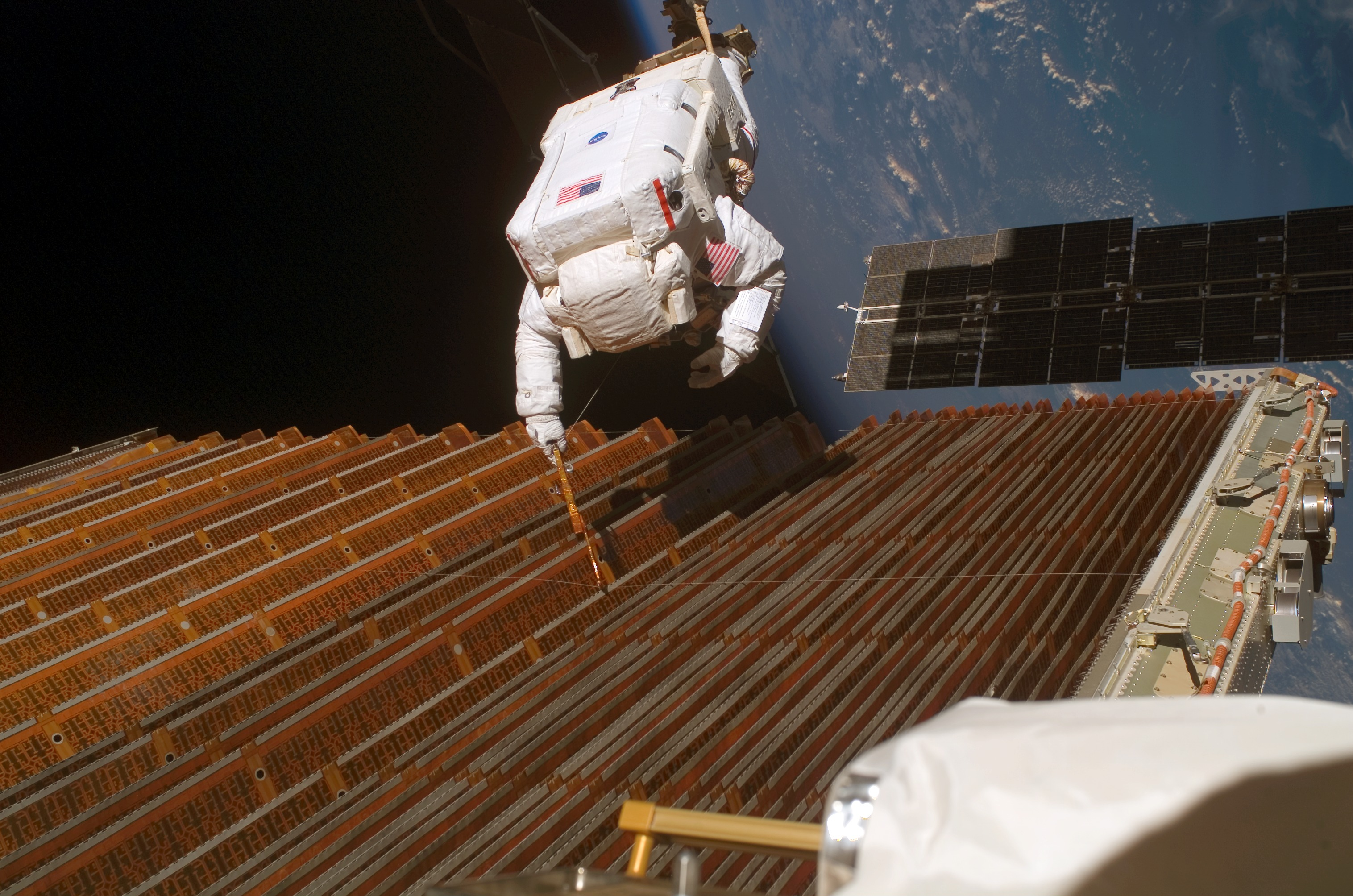
Curbeam richtet die Lamellen

Curbeam arbeitete vom ISS-Roboterarm aus, der zuvor in das „Operationsgebiet“ gebracht wurde. Nach einer eingehenden visuellen Inspektion, bei der er feststellte, dass die Abstandhalter für die Führungsseile Abnutzungserscheinungen zeigten, versuchte er mit einem isolierten Schaber, der eigentlich für die Reparatur von Hitzeschutzkacheln an Bord ist, diese Abstandhalter zu reinigen. Eine Stunde später hatte er die erste Säuberungsaktion beendet. Dann aktivierten Patrick und López-Alegría den Rollmotor, um das Paneel 4B um eine Lamelle einzufahren. Fuglesang rüttelte dabei unterstützend am Segel, um ein Verheddern der Drähte zu verhindern. Anschließend wurde diese Prozedur wiederholt: Curbeam putzte, Fuglesang wackelte, dann wieder bewegten beide das Paneel oder lockerten die Drähte.
Um 23:54 UTC, nach viereinhalb Stunden, hatten sie es geschafft – alle 31 Lamellen waren zusammengefaltet im Kasten. Zuletzt ragte noch ein Draht aus dem Behälter, der sich nicht korrekt eingerollt hatte. Curbeam konnte aber auch dieses Problem lösen. Er und Fuglesang beendeten die EVA nach insgesamt 6 Stunden und 38 Minuten. (Beim nächsten Shuttle-Flug sollte der andere Flügel eingezogen werden. Für den Herbst 2007 war die Umsetzung des Solarmoduls an seine endgültige Position an der äußersten ISS-Backbordseite sowie das erneute Entfalten der zwei Flügel geplant.)

### Rückkehr

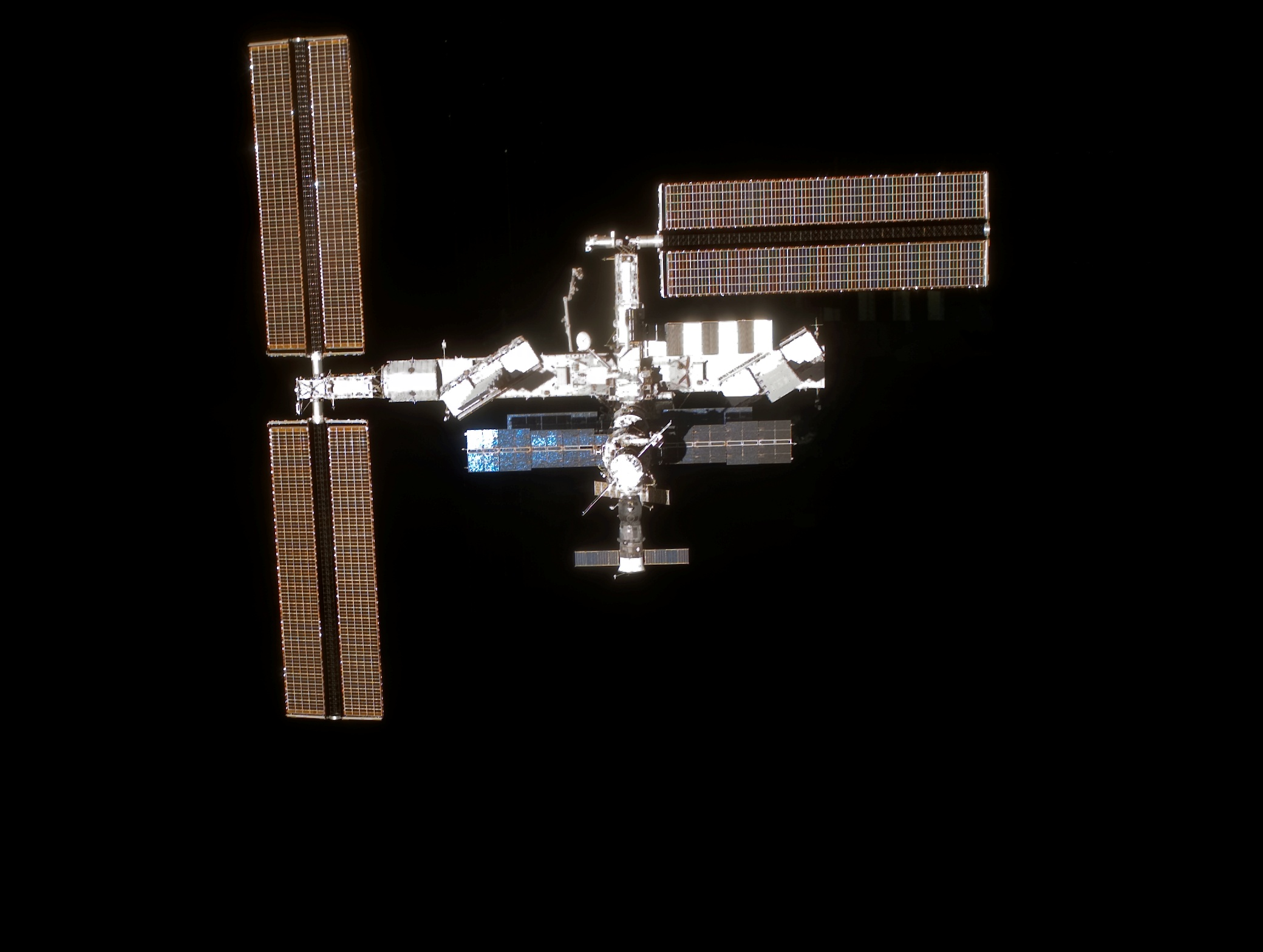
Die ISS nach dem Abkoppeln der Discovery: Oben ist das eingefahrene Solarpaneel zu sehen

Am elften Missionstag (19. Dezember) verabschiedeten sich die beiden Besatzungen nach einer Woche schwieriger Arbeiten voneinander und schlossen um 19:42 UTC die Luken. Nach den letzten Überprüfungen dockte die Discovery nach genau acht Tagen um 22:10 UTC von der Raumstation ab. Diese war für das nächste halbe Jahr das Zuhause für die Amerikanerin Suni Williams, die mit der US-Raumfähre eintraf. Dafür kehrte der Deutsche Thomas Reiter, der seit Juli an Bord der ISS geforscht hatte, wieder zur Erde zurück. Reiter flog als „halber NASA-Astronaut“ heim, denn beim Abschied wurde er vom ISS-Kommandanten Mike López-Alegría zum Ehrenmitglied des US-Astronautenkorps ernannt.
Für den 20. Dezember (12. Flugtag) stand die letzte Inspektion des Hitzeschilds der Discovery auf dem Programm, obwohl es Überlegungen der NASA gegeben hatte, wegen der Flugverlängerung auf diese zu verzichten. Gegen 17:00 UTC begann die mehrstündige Prozedur der eingehenden Überprüfung der Hitzeschutzkacheln. Wie zu Beginn der Mission tastete der OBSS-Inspektionsarm nacheinander den Steuerbordflügel, die Orbiternase und die linke Tragfläche ab. Hinweise auf Schäden wurden nicht gefunden.
Letzter Programmpunkt des Tages war das Aussetzen von zwei Minitrabanten, die auf einer Struktur im Frachtraum der Raumfähre untergebracht waren: MEPSI (MicroElectromechanical system-based PicoSat Inspector) wurde am 21. Dezember um 0:19 UTC ausgesetzt und besteht aus zwei über ein Seil miteinander verbundenen würfelförmigen Kleinsatelliten – MEPSI 2A und 2B, Seitenlänge etwa zehn Zentimeter – von zusammen 3,5 Kilogramm (COSPAR-Bezeichnung 2006-055B). Er sollte unter Beweis stellen, dass mit ihm eine billige Wartung und Überwachung von anderen Satelliten möglich ist.
Anderthalb Stunden später, um 1:58 UTC, folgte RAFT (RAdar Fence Transponder). Dabei handelt es sich um einen Amateurfunksatelliten (Navy-OSCAR 60), der von Studenten der US-Marineakademie entwickelt wurde (2006-055C). Gleichzeitig wurde MARScom (Military Affiliate Radio System communications) ausgesetzt (2006-055D). Auch diese beiden Satelliten haben eine Würfelform – Seitenlänge etwa 13 Zentimeter – und eine Gesamtmasse von 7 Kilogramm.
Neben den Landevorbereitungen wurde am 21. Dezember ein weiterer Doppelsatellit ausgesetzt. Der Start erfolgte um 18:23 UTC von einer kanonenförmigen Vorrichtung über einen Federmechanismus. ANDE (Atmospheric Neutral Density Experiment) wurde vom US-Marineforschungslabor entwickelt und besteht aus zwei kleinen Trabanten: ANDE-FCal (Fence CALibration, OSCAR 62, 2006-055J) mit einer Masse von 75 Kilogramm und ANDE-MAA (Mock ANDE Active, OSCAR 61, 2006-055F) mit 50 Kilogramm sollen die atmosphärische Dichte und Zusammensetzung in Umlaufbahnen niedriger Höhe ermitteln.

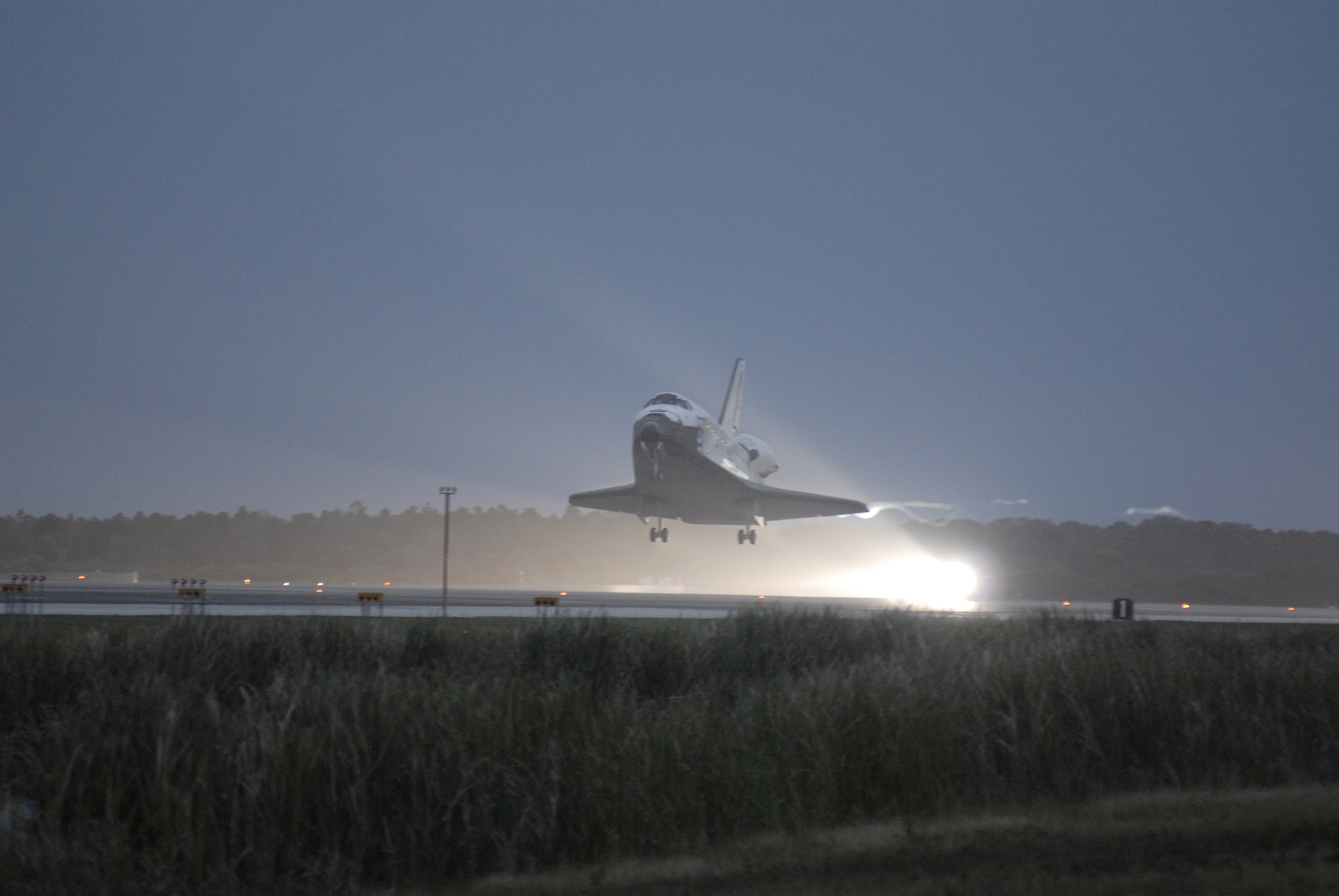
Die Discovery landet in Florida

Durch die 24-stündige Verschiebung der Landung verfügte die NASA nur noch über einen Reservetag, den 23. Dezember. Da man bereits am Vortag eine Landung versuchen wollte, wurden alle drei CONUS-Landeplätze (CONtinental United States) in Bereitschaft versetzt: das Kennedy Space Center in Florida, die Edwards Air Force Base in Kalifornien und White Sands in New Mexico. Die Witterungsverhältnisse für die West- (Seitenwind) und die Ostküste (Regen) sahen so schlecht aus, dass man sogar White Sands hinzuzog, wo zuletzt vor 24 Jahren ein Shuttle landete. Und obwohl die NASA-Meteorologen nur für New Mexico günstiges Wetter vorhersagten, behielt sich die Flugleitung alle Optionen offen und entschied erst im letzten Moment, welcher Landeplatz genutzt werden sollte.
Regen und tiefhängende Wolken führten am 22. Dezember dazu, dass die für 20:56 UTC geplante erste Landemöglichkeit des 14. Missionstages für Florida zwei Stunden zuvor abgesagt werden musste. Nach einer „Ehrenrunde“ der Discovery war die Regenfront südlich des KSC weitergezogen und die NASA gab grünes Licht für eine Landung. Mit dem Zünden der Bremstriebwerke wurde um 21:27 UTC der Wiedereintritt eingeleitet (Deorbit Burn). Die Landung erfolgte planmäßig um 22:32:00 UTC, als die Raumfähre zum Zeitpunkt des Sonnenuntergangs mit dem Hauptfahrwerk auf Landebahn 15 des KSC aufsetzte. Nach den Sicherungsarbeiten wurde die Discovery einige Stunden später in die Orbiter Processing Facility zur Vorbereitung für ihren nächsten Raumflug (STS-120) gefahren.

## Fazit
Diese Mission gehört zu den komplexesten in der Geschichte der bemannten Raumfahrt. Während der Mission wurde der Ausbau der ISS durch den Anschluss der neuen Sonnensegel P3/4 einen wichtigen Schritt vorangeführt. Die beim Einziehen des Solarpaneels P6 aufgetretenen Probleme konnten durch einen zusätzlichen Ausstieg des US-Amerikaners Curbeam und des Schweden Fuglesang in Zusammenarbeit mit der Flugleitung in Houston gelöst werden. Es war das erste Mal, dass ein Raumfahrer während einer Space-Shuttle-Mission vier Mal und ein Europäer drei Mal in den freien Weltraum ausstieg. Mit STS-116 flogen mit Thomas Reiter und Christer Fuglesang zwei ESA-Astronauten zur Erde zurück.